# Radio Chișinău
Radio România Chișinău este un post de radio din Republica Moldova, aparținând Societății Române de Radiodifuziune. Primul post de radio de la Chișinău a fost inaugurat de Societatea Română de Radiodifuziune pe 8 octombrie 1939, sub numele de Radio Basarabia, iar după 72 de ani, SRR relansează Radio România Chișinău pe 1 decembrie 2011.

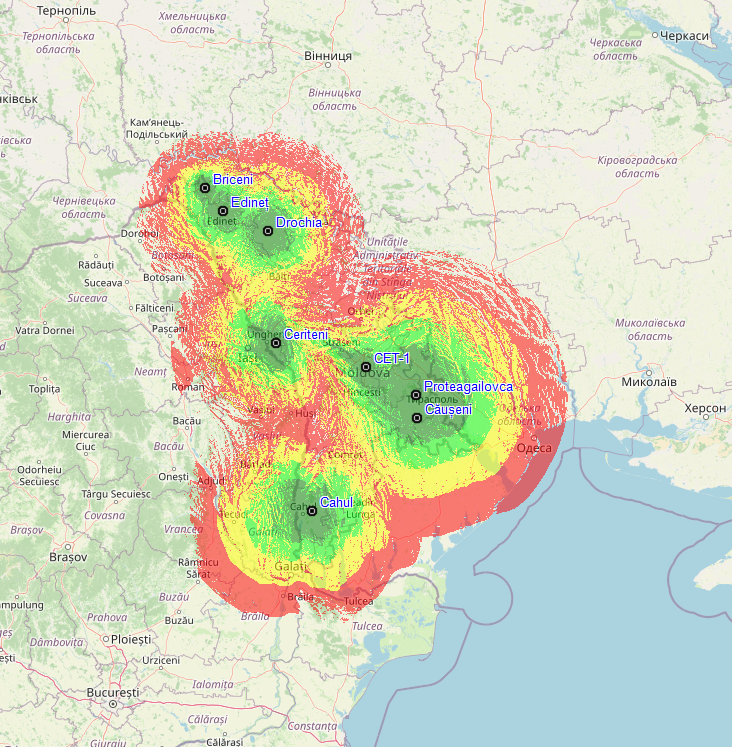
Acoperire aproximativă a semnalului Radio Chișinău.
Recepționat de orice receiver în zonă
Recepționat bine de un receiver slab al mașinii
Recepționat bine de un receiver puternic al mașinii / de un receiver slab al mașinii (dar cu probleme)
Recepționat de un receiver puternic al mașinii (dar cu probleme)

     Recepționat de orice receiver în zonă
     Recepționat bine de un receiver slab al mașinii
     Recepționat bine de un receiver puternic al mașinii / de un receiver slab al mașinii (dar cu probleme)
     Recepționat de un receiver puternic al mașinii (dar cu probleme)

## Istorie

#### Anii 1937-1940
Primăria Chișinău a cedat Societății Române de Radiodifuziune, în 1937, clădirea fostului Auditoriul Pușkin de pe strada Regele Carol I (colț cu Strada Sfatul Țării) pentru a deschide primul post de radio din Chișinău, care să contracareze propaganda sovietică. La 30 octombrie 1930, la Tiraspol începuse să emită un post de radio al cărui scop principal îl constituia propaganda antiromânească spre Moldova dintre Prut și Nistru; emițătorul pus în funcțiune la Tiraspol in 1930 avea 4 kW. In 1936 a fost construită tot la Tiraspol noua stație de emisie, M. Gorki, care permitea o acoperire mult mai mare a teritoriului Basarabiei. Acesta este contextul în care au început, în iarna anului 1937, lucrările de amenajare ale fostului Auditoriu Pușkin iar contractele pentru refacerea instalațiilor și dotarea tehnică au fost atribuite unor firme din România și străinătate. Firma Marconi urma să instaleze la Chișinău emițătorul de 20 kw. care a devenit cel mai bun din România datorită antenei moderne anti-fading care reduce radiația și favorizează propagarea undelor ce călătoresc aproape de suprafața solului. Măsurătorile efectuate după montarea postului au demonstrat că Radio Basarabia acoperă cu rezultate foarte bune teritoriul dintre Siret și Nistru. Recepția era clară și puternică, atât ziua cât și noaptea, eliminând practic influența posturilor rusești de la Tiraspol și Odessa. Emisiunile experimentale au început în primele zile din iunie 1939 dar programul zilnic era redus la 2 ore, între 21 00 și 23 00. Primul post de radio din Chișinău era "de două ori mai puternic decât cel din București sau cel din Tiraspol", scria Gazeta Basarabiei în iulie 1939.

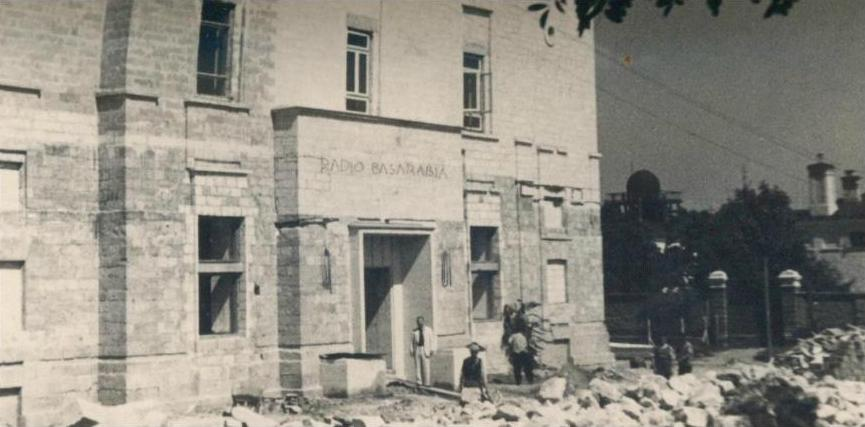
Clădirea postului de radio din Chișinău în 1937, la începerea lucrărilor de construcție

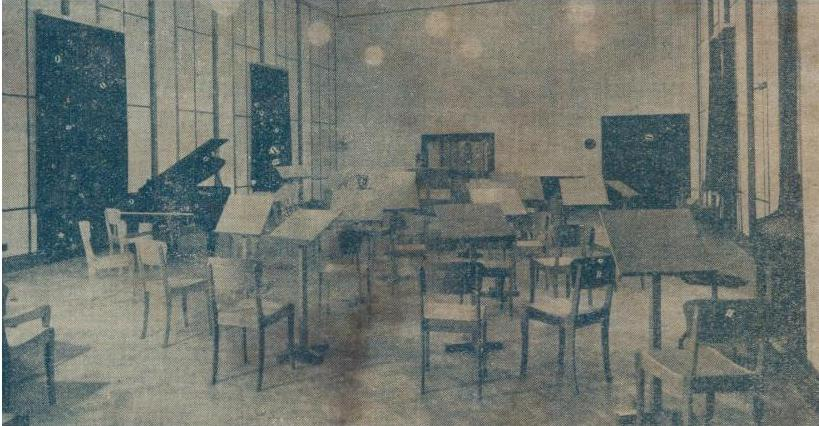
Radio Basarabia în 1940

Postul de Radio Basarabia a fost inaugurat la Chișinău pe 8 octombrie 1939. Radio Basarabia, condus inițial de Gheorghe Neamu, a fost inaugurat oficial pe 8 octombrie 1939 prin transmiterea liturghiei de la Catedrala Mitropolitană din Chișinău. Radio Basarabia a fost primul studio regional al Societății Române de Radiodifuziune. Postul avea un program propriu, difuzat la început între orele 14.00-14.45 și 21.00-22.15, iar puțin mai târziu între orele 14.00-15.15 și 21.00-23.00. Programul era alcătuit în întregime din emisiuni muzicale și din radiojurnale în limba română și în limba rusă. Postul avea o antenă amplasată pe 3 piloni, neancorați, cu înălțimea de 110 metri, fiecare la o distanță de 150 metri unul față de celălalt. Priza în pământ a antenei era radială și avea 120 de fire. Puterea sa de emisie putea fi sporită de la 20 kw până la aproape 200 kw iar recepția era posibilă până la Moscova sau Leningrad datorită propagării directe a undei. Cele trei studiouri (cel mare destinat orchestrelor simfonice, corurilor fanfarei și operei, cel mijlociu pentru muzică de cameră și soliști, iar al treilea alocat conferențiarilor și crainicilor) au fost dotate și tratate acustic cu cea mai modernă aparatură. Radio Basarabia avea în structură șase servicii: Direcția și Secretariatul, Serviciul Tehnic, Serviciul Programelor, Serviciul Administrativ, Serviciul Contenciosului și cel Comercial.
Odată cu ocupația sovietică din iunie 1940 cea mai mare parte a materialelor de rezervă, personalul și arhiva postului Radio Basarabia au fost retrase la Huși, dar nu și emițătorul de 20 kw. Pe cei rămași acolo sovieticii nu i-au cruțat, cadavrele lor fiind găsite într-un puț părăsit din curtea postului, iar clădirea, cu tot ce se afla în ea, a fost aruncată în aer de Armata Roșie. După revenirea armatelor și a administrației române în Basarabia în 1941, Societatea Română de Radiodifuziune i-a trimis la Chișinău pe ing. Emil Petrașcu și pe Alexandru Hodoș (ziarist) pentru a evalua pagubele produse de armatele rusești în retragere. Clădirea postului, emițătorul și pilonii antenei au fost distruse prin dinamitare iar toate aparatele de radio-recepție fuseseră confiscate. Activitatea radioului din Chișinău a fost continuată de Radio Moldova la Iași, care a emis pentru prima dată la 2 noiembrie 1941.

#### Relansarea din 2011
Radio Arena FM a fost lansat la Chișinău pe 21 iulie 2011 în parteneriat cu Societatea Română de Radiodifuziune. Societatea Română de Radiodifuziune lanseză oficial Radio Chișinău în Republica Moldova pe 1 decembrie, de Ziua Națională a României, suma investită de SRR fiind 1.500.000 de lei, prin preluarea pachetului majoritar de acțiuni la postul Arena FM din Republica Moldova. La 1 decembrie 2011, postul de radio Arena FM din capitala Republicii Moldova devine Radio Chișinău.

## Frecvențe
- Chișinău: 89,6
- Ungheni: 93,8
- Tighina: 106,1
- Cahul: 93,3
- Edineț: 96,4
- Briceni: 99,0
- Drochia: 107,1
- Bălți: 98,8
- Căușeni: 92,5